# Włosi w Świecie
Włosi w Świecie (wł. Italiani nel Mondo, IdM) – włoska centrowa i chadecka partia polityczna.
Od 2000 IdM funkcjonowało jako polityczne stowarzyszenie, założone przez dziennikarza, Sergia De Gregorio, związanego z satelitarnym kanałem telewizyjnym o takiej samej nazwie.
Przed wyborami parlamentarnymi w 2006 IdM podpisało porozumienie o starcie z listy populistycznego centrolewicowego ugrupowania Włochy Wartości (w ramach szerokiej koalicji wyborczej L'Unione), co umożliwiło jej liderowi zdobycie mandatu senatora.
Jesienią tego samego roku na bazie stowarzyszenia powołano partię polityczną pod identyczną nazwą. Sergio De Gregorio przeszedł wkrótce do opozycji wobec gabinetu Romano Prodiego, dysponującego od początku symboliczną większością w Senacie.
W 2007 partia podjęła decyzję o zmianie koalicji i przystąpiła do Domu Wolności Silvia Berlusconiego, a następnie do tworzonej przez byłego premiera federacyjnej partii Lud Wolności.
W przedterminowych wyborach w 2008 lider IdM z ramienia Ludu Wolności ponownie uzyskał mandat w izbie wyższej. W marcu 2009 IdM zakończyło działalność jako partia polityczna, przystępując do przekształconego w jednolite ugrupowanie PdL.